# ペーター・シュトゥンプ
ペーター・シュトゥンプ（Peter Stumpp、生年不詳 - 1589年10月31日）は、ドイツの農民。狼男、魔女術の使用、カニバリズムの告発を受け、「ベートブルクの狼男」と呼ばれた。
彼は12歳の時から黒魔術を行っており、14人の子供と2人の妊婦を殺して食べ、悪魔から与えられたサキュバスと性交したことを自白した。また、娘と近親相姦を行っていたことも告発された。